# Festa de Sant Antoni de Gandesa

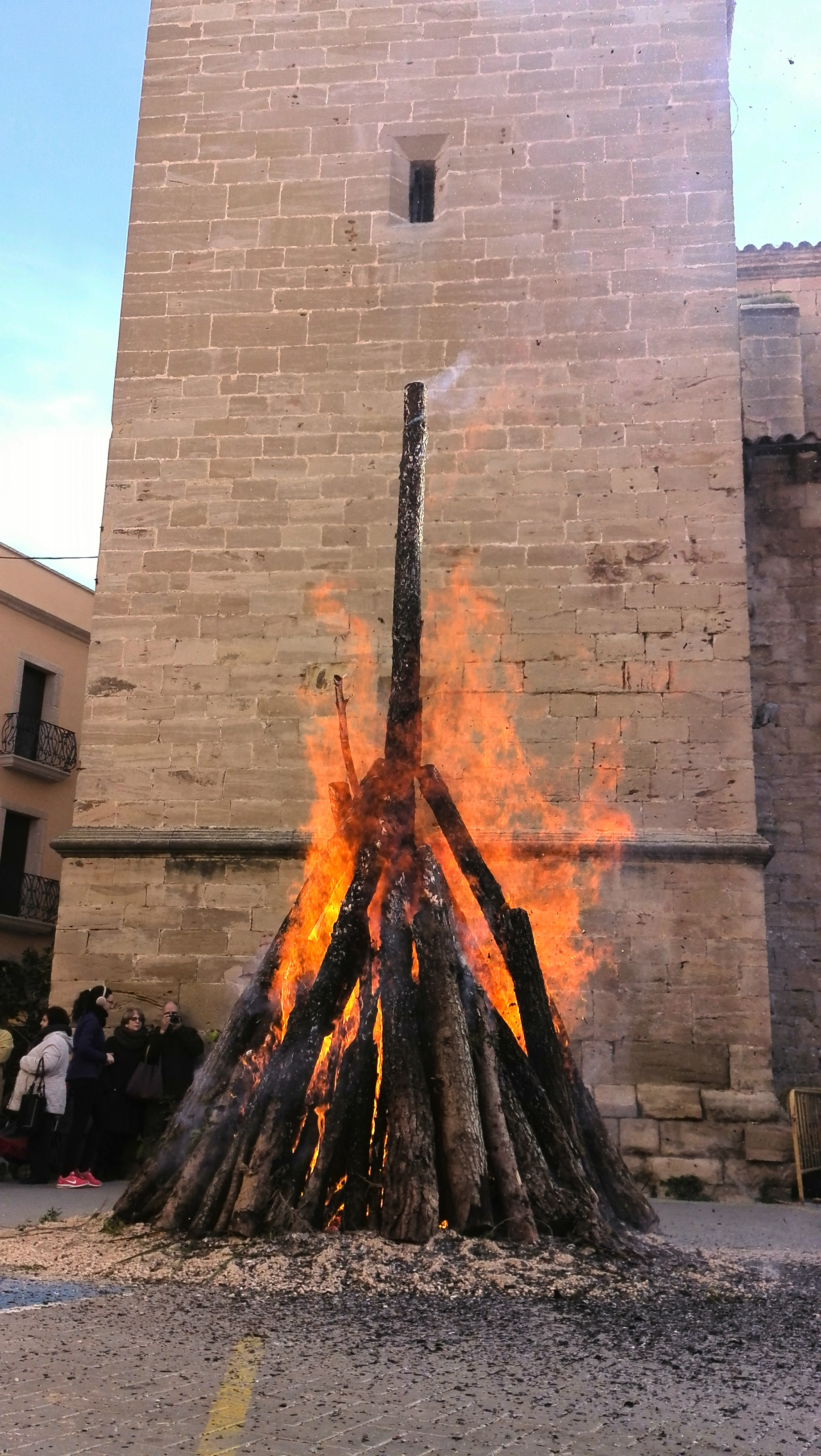
Foguera de sant Antoni de Gandesa 2015

La Festa de sant Antoni de Gandesa se celebra anualment cada 17 de gener o el cap de setmana més proper. Festa de tradició molt antiga, es troba documentada per escrit, al llibre de comptes de la Comfraria de Sant Antoni de Gandesa l'any 1801.

## Història

### Antecedents
La invocació de sant Antoni Abat, pagès egipci, es remunta a l'època medieval, primer com a protector dels porcs i més endavant de la resta d'animals domesticats.

#### Seglexix
La Comfraria de sant Antoni de Gandesa, de la mà dels seus majorals s'encarregava de l'organització i administració de la festa i gràcies a un llibre de comptes que es conserva a l'arxiu parroquial de Gandesa, s'ha pogut recuperar molta informació.
Les dades que inclou el Llibre de Comptes van des de l'any 1801 i 1866, tot i que té diverses interrupcions degut a conflictes bèl·lics com l'ocupació francesa i les guerres carlines.
Tots els anys es convenia una almoina per al reverendo clero per les misses del dia del sant i pels aniversaris dels comfrares difunts. El sermó del dia de la festa era molt important i calia encarregar-lo a algú que en sapigués.
El finançament de la festa anava a càrrec dels donatius dels fidels que posaven al 'plat del sant', de les plegues fetes el mateix dia del sant i a l'estiu, que era en diners i en espècie (blat). Però el gruix dels diners provenia de l'oferta del dia del sant, consistent en peus i altres peces del bacó que es rifaven o venien segons els anys. La llenya i la coca també suposaven bons ingressos, sobretot la llenya que arribava a sumar entre un 20% i un 40% del total.
Un dels protagonistes de la festa és sens dubte, el Baconet de sant Antoni, que, un cop desmamat, el deixaven solt pel poble amb una esquella penjada al coll i era alimentat per la gent, a la casa que entrava a passar la nit. Per la festa era rifat o venut. El 1864 s'expressa la prohibició de l'Ajuntament de deixar-lo voltar pel poble, per qüestions d'higiene.
Alguns anys el superàvit de la festa s'invertia a l'església, roba per a l'altar, túniques i fins i tot obres a l'edifici.

#### Principis del segle XX
A començament del segle xx, els majorals eren els encarregats de tirar endavant la festa. La festa començava 9 dies abans, amb una novena. La vespra de la festa es ventaven les campanes durant una hora, mentre voltava la banda de música fent cercavila. El dia de la festa al matí, es beneïen les coques i els animals guarnits per a l'ocasió, als que es donava pa beneït i se'ls donava festa aquell dia.
La imatge del sant presidia la benedicció i la gent cantaven versets per torns o li demanaven al Paisanet que ho fes per ells. La improvisació és la característica dels ditxos o dites al sant i en acabar cada ditxo, la gent exclamava 'Visca sant Antoni!'. Aquests són alguns exemples: Sant Antoni, sant Antoni / Una cosa te vull dir / Los pobres plantem la vinya / Los rics se veuen lo vi. Sant Antoni, sant Antoni / Sant Antoni de giner / A la meua butxaqueta / No hi habita cap diner. Sant Antoni, sant Antoni / Tu que estàs tant per amunt / Encendrem una foguera / I t'enviarem lo fum.
Tot seguit es duia a terme el recorregut dels Tres tombs. En tot moment els majorals estaven presents, portant l'estendard roig del sant.
A la tarda, els mateixos majorals subhastaven la llenya, donada per la gent del poble, de la qual se'n feien diversos munts. També es rifava el baconet i parts d'altres porcs que hom donava. Tot seguit cossos de rucs i cavalls al camí de Vilalba. El final de festa el marcava la ballada de la dansada, ball que obrien els majorals, ballant amb una coca a la mà. Després els seguia la gent del poble, omplint-se la plaça del tot. Es parla de fins a 20 fogueres en diferents carrers.

### En l'actualitat

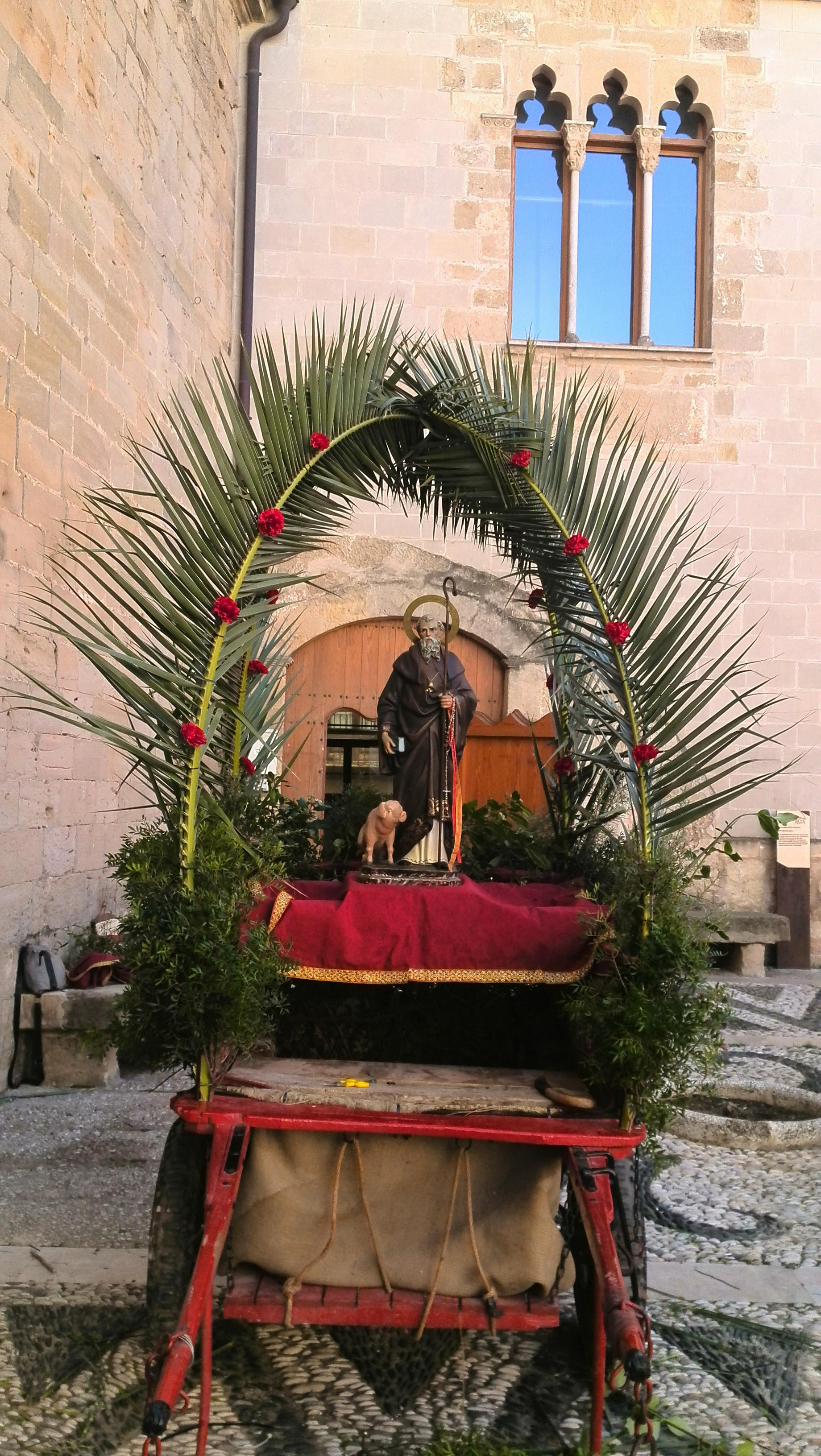
Imatge del sant amb el carro enramat 2015

Des de 1997, la festa es va recuperar, de la mà del Grup Cultural La Serena i més endavant l'Associació de Majorals i majorales de sant Antoni de Gandesa. Dels actes principals destaquen la recollida de la llenya pels carrers del municipi per part dels majorals, acompanyats pel baconet de sant Antoni, les pubilles fent la plega, la rondalla de sant Antoni i diverses cavalleries que porten el carro del sant. La llenya recollida se subhasta a la plaça, juntament amb el rodot i altres cócs típics.
El baconet, que antigament passejava per la vila closa, ara passeja en forma de capgros, i la rifa del baconet, la benedicció dels animals i la venda de les coques de sant Antoni, són els únics elements que mai s'han perdut de la festa.
Després de la rifa i la subhasta, es canten els ditxos al sant, dites o cobles populars versades per la gent del poble, una mostra viva de la literatura popular gandesana. Es van recuperar a la festa de l'any 2000.
Coma a final de festa, es balla la dansada de Gandesa, la jota típica, al voltant de la foguera i els balladors obsequien una coca de sant Antoni a les balladores.
En acabar els actes a la plaça, té lloc un dinar popular, en el que se serveix l'olla de sant Antoni.
La festa té com a objectiu l'autofinançament i tenim l'exemple del segon any de recuperació, el 1998 en el que es va aconseguir un superàvit de 32.686 pessetes (subhasta de rodots: 21.500 pts, plega: 11.685 pts i subhasta de la llenya: 31.000 pts.)
La Festa de sant Antoni de Gandesa, va ser reconeguda com a festa d'interès local per l'Ajuntament de Gandesa l'any 2012, com a primer pas per a protegir-la i més endavant assolir el reconeixement de festa d'interès comarcal.